# 시니스터 게이츠
브라이언 엘윈 헤너 주니어(Brian Elwin Haner, Jr, 1981년 7월 7일), 시니스터 게이츠로 잘 알려진 미국 음악가는 미국의 헤비 메탈밴드인 어벤지드 세븐폴드의 리드 기타리스트이자 배킹 보컬이다.

## 유년기
그는 음악가이자, 작가이고, 코메디언이었던 브라이언 헤너Sr 의 아들이다.  브라이언 헤너는 1970년대 밴드 샘 더 섐에서 활동하였고 어벤지드 세븐폴드 곡의 세션 연주 또한 맡았다. 시니스터 게이츠는 캘리포니아주 로스앤젤레스에서 재즈와 클래식 기타를 배웠다. 지미 헨드릭스, 랜디 로즈, 토니 로미, 커크 해밋, 데이브 머스테인 그리고 슬래시 (음악가)는 게이츠에게 큰 영향을 주었다.그는 독일, 스페인 혼혈이다

## 어벤지드 세븐폴드
시니스터 게이츠의 밴드 어벤지드 세븐폴드는 EP앨범 Warmness on the Soul 로 데뷔를 알렸다. 어벤지드 세븐폴드의 DVD All Excess에 따르면 시니스터 게이츠라는 이름은 드러머 더 레브와 술을 마시고 드라이브를 하던 도중에 정한 것이라고 한다.

## 음반 목록
- Sounding The Seventh Trumpet (2001)
- Waking The Fallen (2003)
- City of Evil (2005)
- Avenged Sevenfold (2007)
- Live in the LBC & Diamonds in the Rough (2008)
- Nightmare (2010)
- Hail to the King (2013)
- The Stage (2016)

## 기타

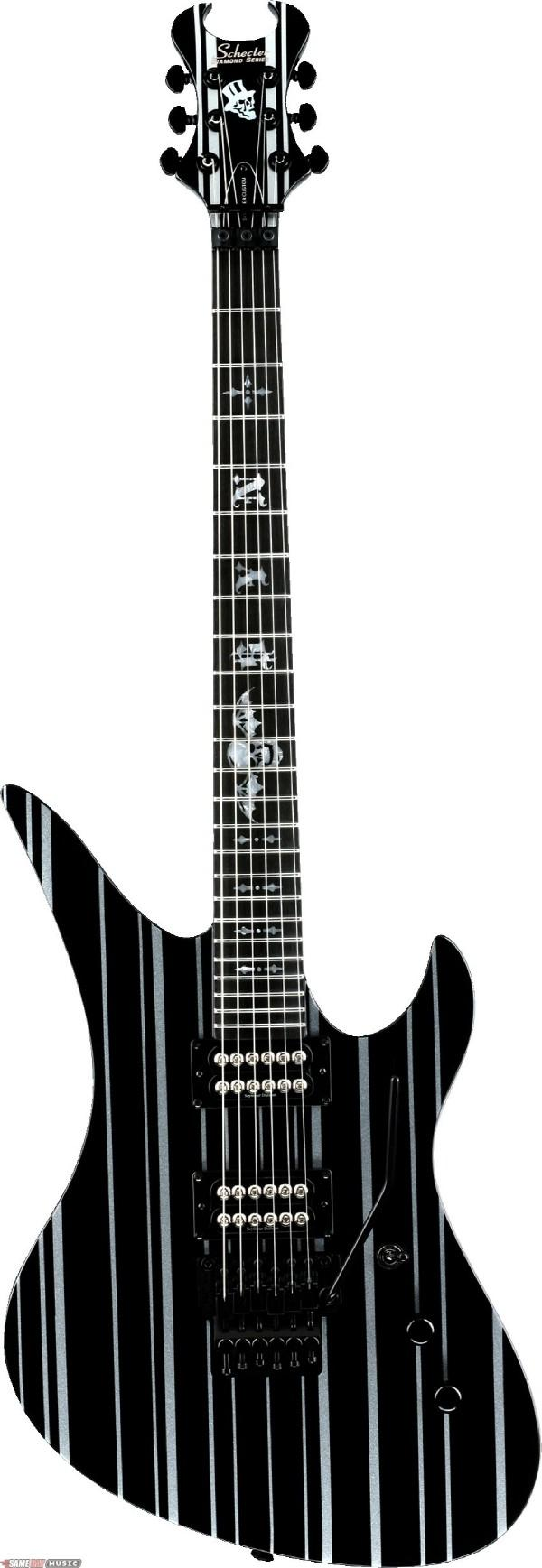
쉑터 기타(Schecter Guitar)의 시니스터 커스텀(Synyster Custom)

시니스터는 주로 쉑터 기타를 사용한다. 쉑터 기타 리서치는 그에게 기타를 협찬을 해주는데
그가 쓰는 기타는 쉑터의 어벤져 시그니쳐 모델을 사용한다.그는 그만의 시모어 던컨의 SH-8 인베이더 커스텀 픽업이 있는데 픽업은 검은색, 금색, 하얀색, 크롬 캡으로 되어있다
그는 어벤지드 세븐폴드가 Waking the Fallen, City of Evil를 녹음할 때 깁슨 기타를
사용하기도 하였다.
아래는 커스텀 모델의 목록이다
- Schecter Synyster Custom-S(검정과 하양 핀스트라이프, 검정과 금색 핀스트라이프, 검정과 빨강 핀스트라이프, 하양과 금색 핀스트라이프, 하양과 검정 핀스트라이프, 골드버스트 , 다크 어스 버스트)
- Schecter custom models 레이블, 미국 국기, 독일국기, 하양과 빨강 스트라이프, 빨강과 검정 스트라이프, 하양과 금색 스트라이프, 하양과 검정 스트라이프, 시니스터 조커.
- Schecter Synyster Gates Custom with "REV" 기타 넥에 원래의 'SYN'이 아닌 'REV'라고 적혀있으며, So Far Away 뮤직 비디오에서 처음 나왔으며 라이브 공연에서 'So Far Away'를 연주할시 들고나온다
- Schecter Synyster Custom
- Schecter Synyster Acoustic
- Schecter Synyster 8-String Prototype
- Schecter Synyster Deluxe Prototype
- Schecter Synyster Special
- Schecter Avenger
- Schecter C-1 Classic - Transparent Blue
- Schecter Custom C-1 FR
- Schecter Omen-6 FR
- Gibson ES-335
- Schecter Hellraiser C-1 FR(white, black)
- Schecter Scorpion with Seymour Duncan JBs
- Schecter PT Fastback
- Schecter S-1 loaded with Seymour Duncan JBs
- Gibson Les Paul Custom (arctic white)
- Parker Fly
- Epiphone Rockbass
- Washburn Guitars RX10VSB